# Chabournay
Chabournay és un municipi francès situat al departament de la Viena i a la regió de la Nova Aquitània. L'any 2007 tenia 867 habitants.

## Demografia

### Població
El 2007 la població de fet de Chabournay era de 867 persones. Hi havia 304 famílies de les quals 58 eren unipersonals (37 homes vivint sols i 21 dones vivint soles), 78 parelles sense fills, 152 parelles amb fills i 16 famílies monoparentals amb fills.
La població ha evolucionat segons el següent gràfic:
Habitants censats

### Habitatges
El 2007 hi havia 357 habitatges, 325 eren l'habitatge principal de la família, 8 eren segones residències i 24 estaven desocupats. 353 eren cases i 2 eren apartaments. Dels 325 habitatges principals, 286 estaven ocupats pels seus propietaris, 33 estaven llogats i ocupats pels llogaters i 6 estaven cedits a títol gratuït; 2 tenien una cambra, 7 en tenien dues, 18 en tenien tres, 69 en tenien quatre i 230 en tenien cinc o més. 274 habitatges disposaven pel capbaix d'una plaça de pàrquing. A 97 habitatges hi havia un automòbil i a 212 n'hi havia dos o més.

### Piràmide de població
La piràmide de població per edats i sexe el 2009 era:
| Homes | Edats   | Dones |
| ----- | ------- | ----- |
| 1     | 95 o +  | 0     |
| 2     | 90 a 94 | 1     |
| 2     | 85 a 89 | 9     |
| 1     | 80 a 84 | 5     |
| 10    | 75 a 79 | 8     |
| 14    | 70 a 74 | 12    |
| 18    | 65 a 69 | 14    |
| 9     | 60 a 64 | 13    |
| 15    | 55 a 59 | 9     |
| 21    | 50 a 54 | 19    |
| 37    | 45 a 49 | 40    |
| 45    | 40 a 44 | 34    |
| 20    | 35 a 39 | 27    |
| 27    | 30 a 34 | 24    |
| 20    | 25 a 29 | 22    |
| 21    | 20 a 24 | 18    |
| 34    | 15 a 19 | 32    |
| 28    | 10 a 14 | 17    |
| 25    | 5 a 9   | 24    |
| 24    | 0 a 4   | 22    |

## Economia
El 2007 la població en edat de treballar era de 581 persones, 448 eren actives i 133 eren inactives. De les 448 persones actives 422 estaven ocupades (232 homes i 190 dones) i 25 estaven aturades (10 homes i 15 dones). De les 133 persones inactives 43 estaven jubilades, 46 estaven estudiant i 44 estaven classificades com a «altres inactius».

### Ingressos
El 2009 a Chabournay hi havia 337 unitats fiscals que integraven 913,5 persones, la mediana anual d'ingressos fiscals per persona era de 17.772 €.

### Activitats econòmiques
Dels 20 establiments que hi havia el 2007, 1 era d'una empresa alimentària, 8 d'empreses de construcció, 2 d'empreses de comerç i reparació d'automòbils, 1 d'una empresa de transport, 1 d'una empresa d'hostatgeria i restauració, 1 d'una empresa d'informació i comunicació, 2 d'empreses financeres, 1 d'una empresa immobiliària, 2 d'empreses de serveis i 1 d'una empresa classificada com a «altres activitats de serveis».
Dels 6 establiments de servei als particulars que hi havia el 2009, 1 era un paleta, 2 electricistes, 1 empresa de construcció, 1 perruqueria i 1 restaurant.
L'únic establiment comercial que hi havia el 2009 era una fleca.
L'any 2000 a Chabournay hi havia 20 explotacions agrícoles que ocupaven un total de 860 hectàrees.

## Equipaments sanitaris i escolars
El 2009 hi havia una escola elemental integrada dins d'un grup escolar amb les comunes properes formant una escola dispersa.

## Poblacions més properes
El següent diagrama mostra les poblacions més properes.